# 미뉴엣OS
미뉴엣OS(MenuetOS, MeOS)는 Ville Mikael Turjanmaa가 개발한 운영 체제이다. 빠르고 간단함에 중점을 두고 개발되었으며, 1.44메가 플로피 디스켓 한 장에 들어가는 저용량으로 알려진 바 있다. 32비트 x86 버전은 오픈 소스 자유 소프트웨어이고, 64비트 버전은 소스 코드를 공개하지 않은 무료 소프트웨어이다.
2008년 3월에 0.81 버전이 공개되었다.
저용량이지만 GUI 채용, TCP/IP 네트워크 대응, 고급 프로그래밍 언어 대응 등의 특징이 있다.

## 시스템 요구사항
- CPU: 펜티엄 90[1]
- RAM: > 32 MiB[1] (24 MiB - 트윅을 통해)[2]
- 그래픽 카드: VESA 2.0 호환[1]
- 기억 장치: 1.44" 플로피 드라이브[1]
- 마우스: COM 또는 PS/2 인터페이스[1]

## 같이 보기
- KolibriOS